# وسترلی (رود آیلند)

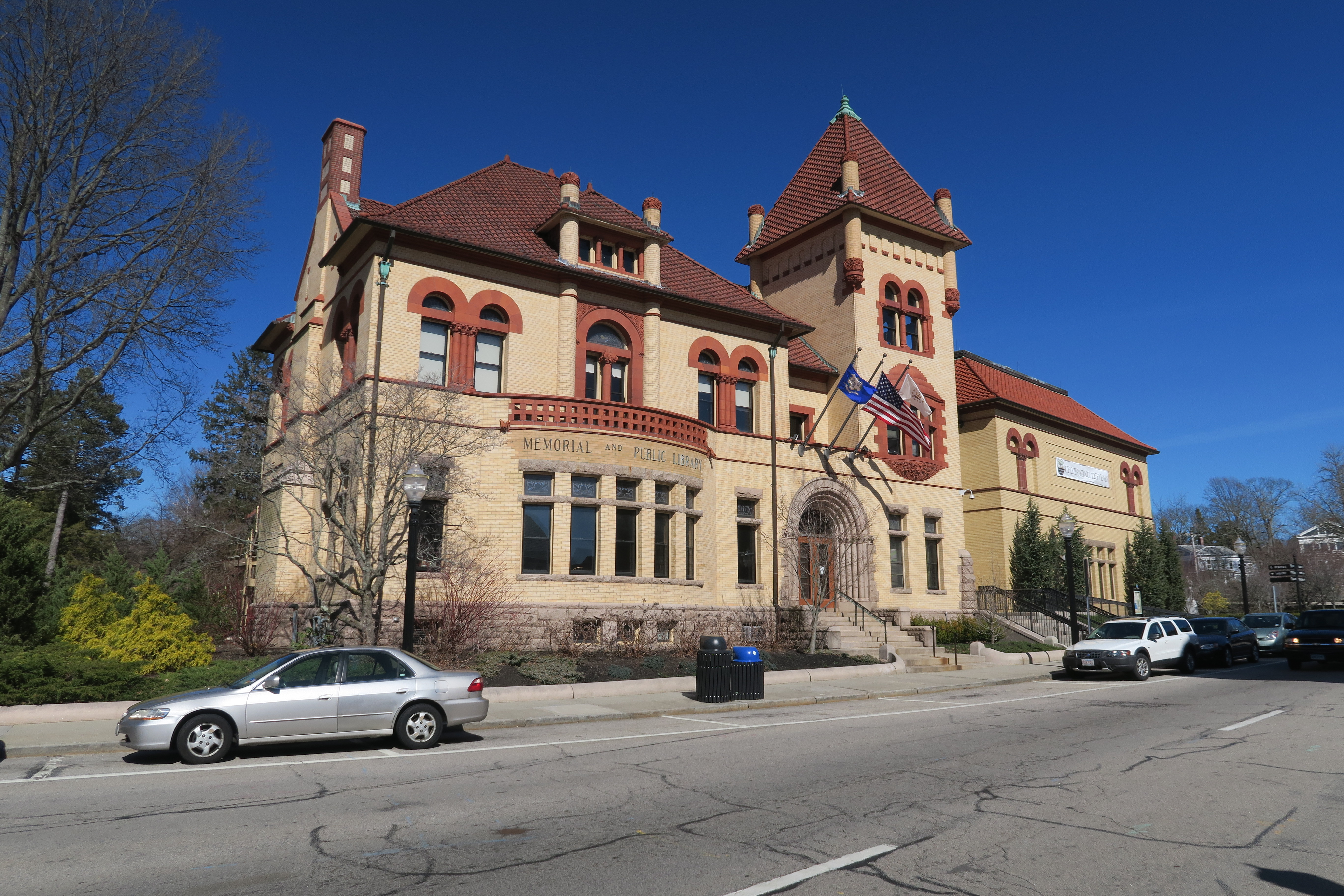
وسترلی، رود آیلند

وسترلی (به انگلیسی: Westerly) شهری در ایالت رود آیلند کشور ایالات متحده آمریکا است که جمعیت آن در سرشماری سال ۲۰۱۰ میلادی، ۱۷٬۹۳۶ نفر بوده است.